# Bembecia igueri
Bembecia igueri is een vlinder uit de familie wespvlinders (Sesiidae), onderfamilie Sesiinae.
Bembecia igueri is voor het eerst wetenschappelijk beschreven door Bettag & Bläsius in 1998. De soort komt voor in het Palearctisch gebied.